# Блок 20
Блок 20 је један од блокова Новог Београда, део Месне заједнице Старо Сајмиште на истоку ове општине града Београда.

## Локација и суседство
Блок је оивичен овим улицама, иза којих се налазе други новобеоградски блокови:
- север: Булевар Михајла Пупина, према Блоку 13, прекопута угла са Милентија Поповића и Блоку 16
- североисток: Земунски пут, према Блоку 17
- југоисток: Владимира Поповића, према Блоку 18
- југозапад: Булевар Зорана Ђинђића, према Блоку 19 и, прекопута угла са Милентија Поповића, Блок 22
- северозапад: Милентија Поповића, према Блоку 21

Део улице Милентија Поповића такође пресеца блок у правцу северозапад-југоисток.

## Објекти
У северном делу блока се налазе хотел Хајат и НИС Газпром Нефт (пословни центар Београд), обоје подигнути 1990, ова друга за тадашњи Југопетрол. Југоисточно од њих се налазе (2020.) недовршене зграде Грађевинског предузећа „Рад” и зграда Електродистрибуције Београд, започете 1989. одн. 1998.
- Зграда НИС-а
- Хотел Хајат
- Зграда ЕДБ, недовршена
- Зграда „Рада”, недовршена

На углу Михајла Пупина и Земунског пута је бензинска пумпа: отворио ју је НИС Југопетрол у новембру 1995, у време склапања Дејтонског споразума, па је прозвана Дејтон или Дејтонка. Првобитна конструкција је срушена 2015. замењена је новом, под именом Газпрома.
У југозападном куту блока се налазе:
- зграда у Милентија Поповића 7б, бивша зграда Делта холдинга, Банка Интеза;
- ниска зграда у Милентија Поповића 7в
- поред претходних, према Хајату, сада се (2025.) гради Delta District — луксузни станови у две резиденцијалне куле, пословна зграда и хотел ИнтерКонтинентал на преко 100.000 квадрата.[4]

- Делта Дистрикт, градилиште
- Банка Интеза, бивша Делта

У југозападној половини блока се још налазе: 
- пословно-стамбени комплекс Савоград (2010), зграда у Милентија Поповића 5б, према Хајату, у коме се налазе и амбасаде Норвешке и Холандије и зграда на броју 5в, према Сава-центру
- , зграда Делта холдинга, Владимира Поповића 8а, отворена у јулу 2021 - 13 етажа са 23.000 квадрата;[5] (раније се ту налазио Генекс импулс хол)
- зграда Delta Business Properties, бивши Генекс апартмани (1989[6]).
- У пословној целини са бившим Генексовим апартманима је Генексова Мала кула (Владимира Поповића 8), сада Generali осигурање.

- Савоград
- Савоград
- Екс Генекс мала кула
- Делта Хаус

## Саобраћај
Линије јавног превоза:
- Стајалиште „Блок 21” (119) је у Милентија Поповића, смер ка Ушћу, користе га линије 9А, 27Е, 35, 68, 95, Е6, ЕКО1. Улицом пролази трамвајска пруга (раније линије 7 и 9) која није у функцији од затварања Старог савског моста у новембру 2024.
- Стајалиште „Шест каплара” (363) у Булевару Михајла Пупина, смер ка Бранковом мосту, користе га линије 16, 71, 72, 75, 78, 83; 15Н, 68Н, 75Н, 603Н, 704Н, 706Н.
- У источном куту блока се од септембра 2016. налази терминус „Нови Београд (Блок 20)” за линије 27е и 35.